# بند قهرود
بند قهرود مربوط به دوره صفوی است و در ۲۰ کیلومتری قمصر کاشان G۲۳۰ واقع شده و این اثر در تاریخ ۲۶ خرداد ۱۳۷۵ با شمارهٔ ثبت ۱۷۳۶ به‌عنوان یکی از آثار ملی ایران به ثبت رسیده است.